# Sphaerodoridium longesetosa
Sphaerodoridium longesetosa är en ringmaskart som beskrevs av Averincev 1972. Sphaerodoridium longesetosa ingår i släktet Sphaerodoridium och familjen Sphaerodoridae. Inga underarter finns listade i Catalogue of Life.